# Nalliers, Vendée
Nalliers är en kommun i departementet Vendée i regionen Pays de la Loire i västra Frankrike. Kommunen ligger i kantonen L'Hermenault som tillhör arrondissementet Fontenay-le-Comte. År 2022 hade Nalliers 2 372 invånare.

## Befolkningsutveckling
Antalet invånare i kommunen Nalliers
| Referens: INSEE |